# 2000 előtt felfedezett nevezetes exobolygórendszerek listája

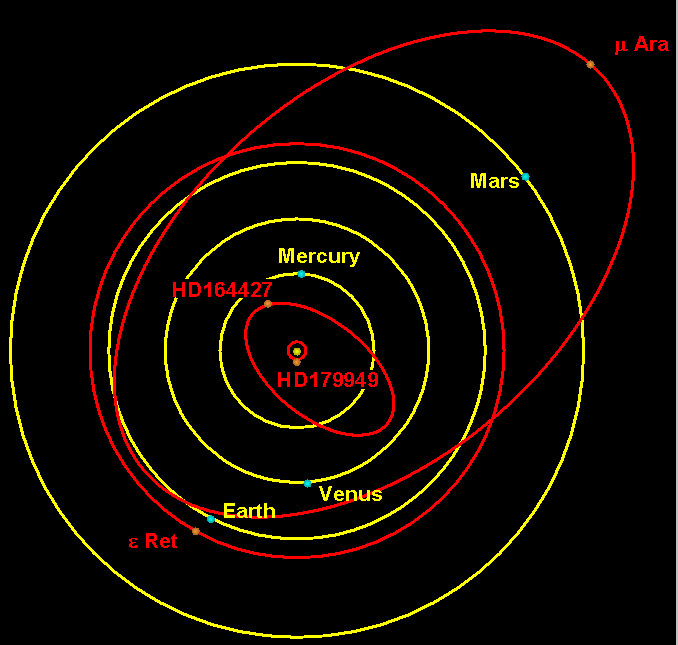
Néhány ismert pályájú exobolygórendszer (a HD 179949 b, a HD 164427 b, az ε Reticuli b és a μ Arae b) (piros) és a Naprendszer (sárga) méretarányos összehasonlítása

A 2000 előtt felfedezett nevezetes exobolygórendszerek listája.
PSR B1257+12 (1992)
Az első felfedezett exobolygórendszer. Az 1990-ben felfedezett pulzár rádiójeleinek szabálytalanságai árulták el két bolygójának meglétét, a felfedezést 1992-ben publikálták. (lásd még: PSR B1257+12 B)
51 Pegasi b (1995)
Az első csillag körül felfedezett exobolygó. A fősorozati csillag körül a Merkúr pályájánál is közelebb kering forró jupiter típusú bolygója.
HD 209458 b (1999)
Az első fedési exobolygó, bár eredetileg a radiális sebesség-módszerrel találták meg. A fedések felfedezése erősítette meg, hogy a radiális sebesség változásáért bolygók felelősek (a fedési módszerrel meg lehet határozni a bolygó átmérőjét, így a tömegéből átlagos sűrűségét is.) A csillagához közel lévő, mindössze 3,5 nap keringési periódusú forró Jupiter a csillag erős sugárzásának hatására folyamatosan veszíti el légkörét, hidrogénburok veszi körül, emellett többek között nátriumot, elemi szenet és oxigént is kimutattak a bolygó környezetében.
υ Andromedae (1999)
Az elsőnek felfedezett többszörös exobolygórendszer. Az első bolygót (υ And b) még 1996-ban, a másodikat (υ And c) és a harmadikat (υ And d) 1999-ben találták. Tömegük rendre 0,687, 1,97 és 6,83 jupitertömeg, pályájuk sugara 0,0595, 0,83 és 2,54 Csillagászati egység.